# Edwin Burton Uline
Edwin Burton Uline ( * 1867 - 1933) fue un botánico estadounidense.

## Algunas publicaciones
- 1897. Eine Monographie der Dioscoreaceen. I. Teil. Morphologie, mit besonderer Berücksichtigung für die systematische Einteilung, Inaugural-Dissertation. Ed. W. Engelmann
- 1899. Studies in the herbarium. I. Higinbothamia, a new genus, and other new Dioscoreaceae. New Amaranthaceae. Fieldiana 1 ( 5): 413-422. Field Museum of Natural History, Chicago. Publication 39

## Honores
En su honor y en el de William L. Bray (1865-1953), se nombró el género:
- Brayulinea Small[2]

- La abreviatura «Uline» se emplea para indicar a Edwin Burton Uline como autoridad en la descripción y clasificación científica de los vegetales.[3]